# Чинкай
Чинкай (кит. Чжэнь-хай; ок. 1171 или 1169 — ок. 1252) — государственный деятель Монгольской империи, канцлер. По происхождению уйгур.
В 1203 году с несколькими сторонниками Чингис-хана «пил воды Балчжуны». После вступления Чингисхана на престол стал сотником и был назначен судьёй (джаргучи). После 1211 г. был поставлен во главе поселения 10 000 китайских пленников на восточном Алтае. Построенный там город получил название Чинкай Балгасун («город Чинкай»). В правление Угэдэя продвинулся на государственной службе, став в 1230-х годах одним из наиболее влиятельных чиновников в имперской администрации. В 1231 г. был назначен ю чэн-сяном (правым министром). В ведении Чинкая находилось гражданское и финансовое управление западными землями Монгольской империи. Среди чиновников Чинкай (вместе с Махмудом Ялавачем) стал руководителем группировки, поддерживавшей уйгурское и мусульманское купечество, занимавшееся посреднической торговлей. Эта группировка противостояла придворной партии, руководителем которой был Елюй Чуцай, отражавшей интересы китайских производителей.
После смерти кагана Угэдэя в 1241 году власть перешла к регентше Дорегене, которая вскоре отправила в отставку Елюя Чуцая, а Чинкай занял его место руководителя Великого имперского секретариата. Но вскоре из-за придворных интриг Чинкай потерял свой пост и вынужден был бежать и укрыться у царевича Годана.
После избрания каганом Гуюка в 1246 году, новый правитель вернул Чинкая на его прежние должности. Чинкай стал самым влиятельным чиновником в администрации империи. От лица Гуюка он вёл переговоры с папским посланцем Плано Карпини. После смерти Гуюка в 1248 году Чинкай стал главным советником регентши Огул-Гаймыш и пытался сохранить престол за представителями дома Угэдэя. Победа партии, руководимой Бату и Мункэ, и избрание новым каганом Мункэ в 1251 году привели к падению власти Чинкая. Он (вместе с Огул-Гаймыш и несколькими сотнями их сторонников) был арестован по обвинению в заговоре против Мункэ и после полугодового процесса казнён.